# Alberto Soifer
Alberto Soifer, cuyo nombre verdadero era Abraham Moisés Soifer  (Coronel Suárez, provincia de Buenos Aires, Argentina, 1 de agosto de 1907 - Buenos Aires, Argentina, 1 de septiembre de 1977) fue un compositor, pianista y director de orquesta de tango.

## Primeros años
Era hijo de José Soifer, un inmigrante judío que había llegado a la Argentina en 1902, casado y con dos hijos, desde Kayanka, cerca de Odesa, Ucrania (en ese entonces bajo dominio imperial ruso) y se radicó en Coronel Suárez, provincia de Buenos Aires. En esta pequeña localidad continuó con la misma actividad que había tenido su familia en su país natal, en un almacén de ramos generales, donde vendía desde grapas hasta cosechadoras, además de comerciar en frutos del país. En la localidad había una colectividad judía, con su sinagoga y su biblioteca.
En Argentina nacieron otros 5 hijos, entre los cuales estaba Alberto (Abraham Moisés) y varios estudiaron música: Jaime y Luis el violín y Samuel y Alberto el piano; este último, que estudiaba en la filial del conservatorio Santa Cecilia ya tocaba en los cines del Centro Español y en el Luciano Manara de la Sociedad Italiana. Hacia 1919 su padre liquidó el negocio y con su familia se mudó a Buenos Aires.

## Carrera profesional
A comienzos de la década de 1920 Soifer trabajaba en el Casino Pigall reemplazando a Humberto Canaro en una orquesta suplente de Francisco Canaro. Soifer era bastante excepcional en ese ambiente, porque cursaba el bachillerato y sabía leer las partituras. Pasó después a la orquesta de Francisco Canaro para suplir al pianista Luis Riccardi, que había enfermado. Pasaba a la partitura muchos tangos compuestos por Canaro, que ignoraba la escritura musical.
Después estuvo con Juan Maglio "Pacho", pasó por varias orquestas y en 1928 se vinculó con la que dirigía el bandoneonista Carlos Marcucci como pianista y administrador. Actuaron en el Cine Paramount y en el Dancing Ocean, y grabaron para la discográfica RCA Victor. Hacia 1930 la difusión del cine sonoro llevó a la disolución de muchas orquestas típicas que ya no tenían dónde actuar y Soifer se fue a Mendoza para hacer de todo, desde vender anuncios de radio en comarcas de la precordillera hasta instalar una estación de servicio con dos amigos.
de retorno a Buenos Aires comenzó a musicalizar películas para los estudios Lumiton y Establecimientos Filmadores Argentinos (EFA) y a escribir obras de revistas que se pusieron en escena en los teatros El Nacional y Maipo. También trabajó en la radiodifusión, en Radio Belgrano cumplió diversas funciones desde 1933 y creó  junto a Pedro Barbé para Radio El Mundo el programa musical Ronda de ases que se transmitió entre 1941 y 1945 con gran éxito con la participación de grandes orquestas de tango del momento que actuaban en vivo en las instalaciones del Teatro Casino. Alberto Soifer era el encargado de tocar con su orquesta en el intervalo que en la mitad del programa separaba las dos partes que tenía, la primera con tangos instrumentales y la segunda con participación de los cantores.
En esa época compuso el foxtrot Suavemente y la milonga Negrito, que tuvieron éxito, y Fernando Ochoa lo presentó a Luis Bayón Herrera y Manuel Romero, dos directores de teatro que pronto comenzaron a dirigir películas y a encargarle su musicalización a Soifer. La primera fue Noches de Buenos Aires, con el tango homónimo de Soifer, que más adelante grabaron Alberto Gómez, Charlo y Alberto Vila, entre otros. También empezó a componer para el teatro de revistas, llegando a treinta y dos las obras con su música estrenadas entre el Teatro Maipo y El Nacional.
Entre 1941 y 1942 realizó algunas grabaciones contando con el cantor Roberto Quiroga; su orquesta tenía un  delicado ritmo, arreglos muy diáfanos y una cuidada sonoridad. En 1941 ya casado y con dos hijas pequeñas, Soifer viajó a España. Pensaba quedarse unos meses pero con un primer empleo en la productora del noticiero No-Do y embarcado además en la producción y en la musicalización de filmes, se quedó veintitrés años, si bien en ese lapso viajó treinta y seis veces a la Argentina.
Cuando a mediados de la década de 1960 regresó en forma definitiva al país, compuso con Cátulo Castillo los diez temas de Los inquilinos de la noche, y, con Horacio Ferrer, los tangos de la serie La ciudad de los reos.
Falleció en Buenos Aires el 1° de septiembre de 1977.

## Filmografía
Intérprete
- Noches de Buenos Aires (1935) …Él mismo

Productor
- Escala en Tenerife (1964)
- Playa de Formentor  (1964)
- Buscando a Mónica (1962
- Amorina (1961)
- Cómicos (1954)
- Buenos Aires a la vista (1950)
- La guitarra de Gardel (1949)

Musicalización
- Intermezzo criminal (1953)
- Maleficio (1954) (episodio argentino),
- El crimen de Oribe (1950)
- El regreso (1950)
- Buenos Aires a la vista (1950)
- El hijo de la calle (1949)
- La guitarra de Gardel (1949)
- El nieto de Congreve (1949)
- El hombre de las sorpresas (1949)
- Todo un héroe (1949)
- La amada inmóvil (1945)
- Una mujer sin importancia (1945)
- Los dos rivales (1944)
- La danza de la fortuna (1944)
- Las sorpresas del divorcio (1943)
- Capitán Veneno (1943)
- La suerte llama tres veces (1943)
- El sillón y la gran duquesa (1943)
- Elvira Fernández, vendedora de tienda (1942)
- Amor último modelo (1942)
- Secuestro sensacional!!! (1942)
- Bruma en el Riachuelo (1942)
- La casa de los millones (1942)
- Cándida millonaria (1941)
- Joven, viuda y estanciera (1941)
- Papá tiene novia (1941)
- El más infeliz del pueblo (1941)
- Peluquería de señoras (1941)
- Si yo fuera rica (1941)
- Casamiento en Buenos Aires (1940)
- De Méjico llegó el amor (1940)
- Mi fortuna por un nieto (1940)
- El astro del tango (1940)
- Amor (1940)
- Los celos de Cándida (1940)
- Carnaval de antaño (1940)
- La vida es un tango (1939)
- Giácomo (1939)
- La modelo y la estrella (1939)
- Cándida (1939)
- Gente bien (1939)
- Mi suegra es una fiera (1939)
- La mujer y el jockey (Hipódromo) (1939)
- Divorcio en Montevideo (1939)
- Oro entre barro (1939)
- Jettatore (1938)
- Mujeres que trabajan (1938)
- La muchacha del circo (1937)
- El cañonero de Giles (1937)
- Los muchachos de antes no usaban gomina (1937)
- Radio Bar (1936)
- Don Quijote del Altillo (1936)
- Noches de Buenos Aires (1935)
- El caballo del pueblo (1935)

Temas musicales en películas
- Intermezzo criminal (1953)
- Buenos Aires a la vista (1950)
- Amor (1940)
- La muchachada de a bordo (1936)

Banda sonora
- La guitarra de Gardel (1949) (A mi me gusta cantar, Alondra, Hoy vuelvo a ti Buenos Aires)

## Obras musicales
- La ribera con letra de Manuel Romero.
- Marcha de la Armada con letra de Manuel Romero.
- Noches de Buenos Aires  con letra de Manuel Romero.
- Tango del ventanero  con letra de Horacio Ferrer.
- Alondras con letra de José María Contursi.
- El caballo del pueblo con letra de Manuel Romero.
- Estrellita mía (vals canción) con letra de Roberto Ratti.
- Oración criolla (tango) con letra de Manuel Romero.
- Tío Alberto (vals)
- Balada para un porteño viejo (vals) con letra de Horacio Ferrer.
- Milongón porteño